# USS Tautog (SSN-639)
USS Tautog (SSN-639) – amerykański myśliwski okręt podwodny z napędem jądrowym typu Sturgeon z czasów zimnej wojny, zbudowany w stoczni Ingalls Shipbuilding według projektu SCB-188A.
Do służby w amerykańskiej marynarce wszedł 17 sierpnia 1968 roku, służył później głównie na obszarze Pacyfiku. 24 czerwca 1970 roku podczas śledzenia radzieckiego okrętu podwodnego  projektu 675 (NATO: Echo II), „Tautog” zderzył się K-108. W rezultacie kolizji okręt wrócił do Pearl Harbor ze złamanym kioskiem, zaś K-108 do bazy w Piertopawłowsku na Dalekim Wschodzie z dziurą "wielkości tramwaju z odbierakiem" w kadłubie zewnętrznym. Wypadek nie pociągnął za sobą ofiar śmiertelnych, choć dowódcy i załogi obu jednostek byli przekonani, że drugi okręt zatonął. Okręt naprawiono i służył w US Navy do 31 marca 1997 roku, kiedy został skreślony z listy okrętów floty.
Okręt nosił nazwę nadaną mu celem uczczenia swojego poprzednika USS „Tautog” (SS-199) – jednego z najskuteczniejszych okrętów podwodnych wojny podwodnej na Pacyfiku, w latach 1941–1945.